# Andrea Battistini
Andrea Battistini (Bologna, 9 maggio 1947 – Bologna, 30 agosto 2020) è stato un critico letterario e italianista italiano.

## Biografia
Allievo di Ezio Raimondi, dopo essere stato professore ordinario di letteratura italiana presso l'Alma mater studiorum - Università di Bologna dal 1984 al 2017, fu nominato professore emerito dalla stessa Università. Durante il suo periodo in servizio fu anche direttore del Dipartimento di Italianistica dal 1993 al 1996 e del Collegio superiore dalla sua fondazione (1998) fino al 2001. Dal 2012 al 2015 fu uno dei consiglieri d'amministrazione della sua Università.
I suoi lavori (oltre 850 titoli pubblicati, alcuni dei quali tradotti in inglese, giapponese, tedesco, spagnolo, francese, ungherese e portoghese) hanno abbracciato soprattutto il Seicento e il Settecento, dedicando diverse monografie a Galileo Galilei e inaugurando una nuova e prolifica stagione su Giambattista Vico, autore di cui ha curato il Meridiano Mondadori e di cui è il più autorevole critico letterario italiano. Battistini si occupò inoltre del genere autobiografico, del Barocco, della retorica e di Dante Alighieri.
Fu direttore delle riviste Intersezioni, L'Alighieri e Rivista pascoliana nonché componente del comitato di direzione della rivista Poetiche. Fece inoltre parte dei comitati scientifici delle riviste Critica letteraria, Lingua e stile, New Vico Studies, Annali d'Italianistica, Quaderni d'Italianistica, Galilaeana, Esperienze Letterarie, Rinascimento, Seicento & Settecento, Studi ispanici, Schede umanistiche, Studi di estetica, Studi d’italianistica nell’Africa australe ed Enthymema.
Fu direttore della collana Profili di storia letteraria (Il Mulino), condirettore della collana Piccola Biblioteca Letteraria (Carocci) e componente dei comitati scientifici delle collane Quaderni di Schede umanistiche (Clueb), Biblioteca del Rinascimento e del Barocco. Collana di studi e testi (I libri di Emil), Scorciatoie (Il Mulino), Studi vichiani (Guida, poi Edizioni di Storia e Letteratura) e Profili di storia letteraria (Il Mulino).
Fu membro del Centro di studi muratoriani dal 1984, socio residente della Commissione per i testi di lingua dal 1988, membro dell'Accademia degli Agiati di Rovereto dal 2003, socio dell'Accademia d'Arcadia dal 2004, dell'Accademia delle Scienze dell'Istituto di Bologna dal 2005, membro dell'Accademia Ambrosiana-Classe di Studi Borromaici dal 2006, membro della Società Torricelliana di Faenza dal 2009, dell'Institute for Vico Studies di New York e Atlanta, dell'Istituto Nazionale di Studi sul Rinascimento di Firenze, dell'Istituto per la storia di Bologna, della Fondazione Pietro Bembo, dell'Istituto regionale per la storia della Resistenza in Emilia-Romagna, del Centro Internazionale di Studi sul Seicento, dell'Associazione culturale Il Mulino e del comitato scientifico del Centro studi “Piero Camporesi”.
Fu nel 1996 uno dei fondatori dell'ADI (Associazione degli Italianisti), del cui Consiglio direttivo fece parte fino al 2012.
Fu presidente dell'Accademia Pascoliana di San Mauro Pascoli dal 2007 al 2017 e presidente della commissione per l'edizione nazionale delle opere di Giovanni Pascoli dal 2010 al 2018.
Fu cittadino onorario del Comune di Alberona (Foggia) e di San Mauro Pascoli (Forlì-Cesena).
Nel 2011 gli venne assegnato il Premio Carlo Muscetta per la critica letteraria e il Premio Letterario Città di Leonforte per la saggistica. Nel 2015 gli fu conferito dall'Accademia Nazionale dei Lincei il Premio Maria Teresa Messori Roncaglia ed Eugenio Mari destinato a un letterato. Nel 2019 ottenne il Premio di storia letteraria Natalino Sapegno.
Morì nel 2020 dopo una lunga malattia e fu sepolto alla Certosa di Bologna. Ha donato il suo archivio e la sua biblioteca personale di circa 10.000 volumi alle due Biblioteche dell'Università di Bologna, rispettivamente del Dipartimento di Italianistica e della Facoltà di Lettere e Filosofia, dove insegnò per oltre trent'anni e da dove confluirono poi nella nuova Biblioteca Umanistica dell'Ateneo. Nel 2022 la Biblioteca Umanistica "Ezio Raimondi" ha curato una mostra bibliografica in onore di Battistini. 

## Opere

### Saggi
- La degnità della retorica. Studi su G. B. Vico, Pisa, Pacini, 1975.
- Letteratura e scienza, Bologna, Zanichelli, 1977.
- Andrea Battistini et al., Vico oggi, a cura di Andrea Battistini, Roma, Armando, 1979.
- Le parole in guerra. Lingua e ideologia dell'«Agnese va a morire», Ferrara, Bovolenta, 1982.
- Nuovo contributo alla bibliografia vichiana (1971-1980), Napoli, Guida, 1983, ISBN 88-7042-137-6.
- Introduzione a Galilei, Roma-Bari, Laterza, 1989, ISBN 88-420-3417-7.
- Andrea Battistini, Ezio Raimondi, Le figure della retorica. Una storia letteraria italiana, Torino, Einaudi, 1990, ISBN 88-06-11836-6.
- Lo specchio di Dedalo. Autobiografia e biografia, Bologna, Il Mulino, 1990, ISBN 88-15-02442-5.
- Andrea Battistini, Umberto Cerroni e Michele Prospero, Nazione/regione. I contributi regionali alla costruzione dell'identità nazionale, Cesena, Il ponte vecchio, 1994.
- La sapienza retorica di Giambattista Vico, Milano, Guerini e associati, 1995, ISBN 88-7802-584-4.
- Il Barocco. Cultura, miti, immagini, Roma, Salerno, 2000, ISBN 88-8402-316-5.
- Galileo e i Gesuiti. Miti letterari e retorica della scienza, Milano, Vita e pensiero, 2000, ISBN 88-343-0514-0.
- Sondaggi sul Novecento, Cesena, Il Ponte Vecchio, 2003, ISBN 88-8312-304-2.
- Vico tra antichi e moderni, Bologna, Il Mulino, 2004, ISBN 88-15-10196-9.
- Galileo, Bologna, Il Mulino, 2011, ISBN 978-88-15-23239-7.
- Tesi e antitesi. La dialettica nella storia di De Sanctis, Napoli, Giannini, 2016, ISBN 978-88-7431-839-1.
- La retorica della salvezza. Studi danteschi, Bologna, Il Mulino, 2016, ISBN 978-88-15-26428-2.
- Svelare e rigenerare. Studi sulla cultura del Settecento, a cura di Francesco Ferretti e Andrea Cristiani, Bologna, Bononia University Press, 2019, ISBN 978-88-6923-404-0.
- Il mestiere più bello del mondo (Bologna, 5 febbraio 2020), Fermignano, Italic, 2020.

### Curatele
- Andrea Battistini (a cura di), Letteratura e scienza, Bologna, Zanichelli, 1977.
- Bruno Barilli, Capricci di vegliardo e taccuini inediti (1901-1952), a cura di Andrea Battistini e Andrea Cristiani, Torino, Einaudi, 1989, ISBN 88-06-11594-4.
- Giambattista Vico, Opere, a cura di Andrea Battistini, Milano, A. Mondadori, 1990.
- Galileo Galilei, Sidereus Nuncius, a cura di Andrea Battistini, Venezia, Marsilio, 1993, ISBN 978-88-317-6619-7.
- Dante Alighieri, La «Vita nuova» e le Rime, a cura di Andrea Battistini, nuova ed. riveduta a cura di Lorenzo Giglio, Roma, Salerno, 2022, ISBN 978-88-6973-637-7.
- Galileo Galilei, Dialogo sopra i due massimi sistemi del mondo, a cura di Andrea Battistini, illustrazioni di Mimmo Palladino, Roma, Istituto della Enciclopedia Italiana, 2012, ISBN 978-88-12-00067-8.
- Francesco Lana Terzi, Prodromo all’Arte Maestra, a cura di Andrea Battistini, Brescia, Morcelliana, 2016 [1977], ISBN 978-88-372-3070-8.